# Cikloheksiltioftalimid
Cikloheksiltioftalimid (CTP) je organosumporno jedinjenje koje se koristi u proizvodnji gume. On je boli čvrsti materijal. Industrijski uzorci često imaju žutu boju. On sadrži sulfenamidnu funkcionalnu grupu. Cikloheksiltiofthalimid je derivat ftalimida i cikloheksil merkaptana. U produkciji sintetičke gume, CTP sprečava pojavu vulkanizacije.